# Хоккейный клуб «Салават Юлаев» в сезоне 2015/2016
Хоккейный клуб «Салават Юлаев» в сезоне 2015/16 — восьмой сезон для ХК «Салават Юлаев» в КХЛ. Здесь представлена вся статистика команды и результаты игр.

## Предыдущий сезон
Уфимский клуб провёл самый худший сезон в истории выступлений в Континентальной хоккейной лиге. Команда заняла шестое место в Восточной конференции и уступила в пяти матчах магнитогорскому «Металлургу». Глава республики Рустэм Хамитов признал сезон проваленным.

## Межсезонье
30 апреля Владимир Юрзинов покинул пост главного тренера юлаевцев.
После окончания для юлаевцев сезона 2014/15 была проведена пресс-конференция, где было объявлено о назначении на пост генерального директора клуба Александра Семака и продление контракта Башнефтью до конца 2015 года . Также была поставлена задача перед клубом в ближайшие пять лет выиграть полтора Кубка Гагарина и состав должен состоять на 80% из собственных воспитанников.

### Ушли из команды
12 марта по обоюдному согласию был расторгнут контракт с Леландом Ирвингом.
2 мая клуб покинули сразу шесть человек: Виталий Коваль, Станислав Голованов, Антти Пильстрём, Игорь Скороходов, Алексей Глухов, Александр Степанов.
5 мая Андрей Зубарев перешёл в питерский СКА.
6 мая по обоюдному согласию был расторгнут контракт с Илкка Хейккиненом.
7 мая в результате обмена с екатеринбуржским «Автомобилистом» команду покинули Алексей Василевский, Александр Панков и Алексей Митрофанов.
27 мая Антон Слепышев пополнил состав клуба НХЛ «Эдмонтон Ойлерз». Он подписал с клубом трёхлетний контракт, при этом правами на Антона в КХЛ продолжит владеть уфимский клуб. Напомним, Слепышев был задрафтован «Эдмонтоном» в третьем раунде драфта новичков НХЛ 2013 года под общим 88-м номером.
4 июля клуб расстался с нападающим Дмитрием Сёминым.
6 июля Евгений Скачков и Александр Мерескин покинули команду.
Также 6 июля Артур Кулда покинул расположение клуба.
30 июля «Северсталь» в результате обмена с «Салаватом Юлаевым» получила права на Дениса Дюрягина, а за него отдала два драфт-пика во втором и четвёртом раундах драфта-2016.
31 июля «Салават Юлаев» и нижегородское «Торпедо» совершили обмен. Взамен на Дениса Толпеко уфимцы получили право выбора во втором и третьем раундах в Ярмарке юниоров КХЛ 2016 года.
14 августа 2015 года «Салават Юлаев» расстался с Алексеем Кайгородовым. 
| Имя, фамилия         | Позиция        | Клуб            |
| -------------------- | -------------- | --------------- |
| Леланд Ирвинг        | Вратарь        |                 |
| Виталий Коваль       | Вратарь        | Юность          |
| Андрей Зубарев       | Защитник       | СКА             |
| Илкка Хейккинен      | Защитник       | Векшё           |
| Александр Кутузов    | Защитник       | ЦСКА            |
| Андрей Василевский   | Защитник       | Автомобилист    |
| Артур Кулда          | Защитник       |                 |
| Иван Воронов         | Защитник       | Динамо Мск      |
| Александр Панков     | Нападающий     | Автомобилист    |
| Антти Пильстрём      | Нападающий     |                 |
| Игорь Скороходов     | Нападающий     | Северсталь      |
| Станислав Голованов  | Нападающий     | Торпедо (ВХЛ)   |
| Александр Степанов   | Нападающий     |                 |
| Алексей Митрофанов   | Нападающий     | Автомобилист    |
| Алексей Глухов       | Нападающий     | Авангард        |
| Антон Слепышев       | Нападающий     | Эдмонтон Ойлерз |
| Томаш Заборски       | Нападающий     | Слован          |
| Евгений Скачков      | Нападающий     | Сочи            |
| Дмитрий Сёмин        | Нападающий     | Торпедо         |
| Александр Мерескин   | Нападающий     | Спартак         |
| Денис Дюрягин        | Нападающий     | Северсталь      |
| Денис Толпеко        | Нападающий     | Торпедо         |
| Алексей Кайгородов   | Нападающий     | Барыс           |
| Владимир Юрзинов мл. | Главный тренер |                 |

### Пришли в команду
27 апреля пост главного тренера юлаевцев занял воспитанник юлаевцев Анатолий Емелин, а новым генеральным менеджером — Леонид Вайсфельд.
2 мая 2015 года на официальном сайте клуба было объявлено о подписании контрактов с несколькоми игроки:
- Филипп Метлюк — 1 год контракта[18]
- Сами Леписто — 1 год[19]
- Линус Умарк — 2 года[20]
- Энвер Лисин — 2 года
- Артём Чернов — 2 года[21]

5 мая в команду вернулся воспитанник уфимского клуба голкипер Рафаэль Хакимов из новокузнецкого «Металлурга».
7 мая произошёл обмен между «Салаватом Юлаевым» и «Автомобилистом»: юлаевцы подписали Антона Лазарева на два года и получили выбор на третьем раунде ярмарки юниоров 2015.
11 мая «Салават Юлаев» на своём официальном сайте объявил о подписании контракта с голкипером Никласом Сведбергом. Соглашение рассчитано на один год.
28 мая «Салават Юлаев» подписал двухлетний контракт с Сергеем Соиным.
29 мая «Салават Юлаев» объявил о подписании двухлетнего контракта с Игорем Григоренко.
1 июня ЦСКА подтвердил факт обмена прав на нападающих Николая Прохоркина и Андреаса Энгквиста в «Салават Юлаев» на защитника Александра Кутузова. Позже уфимцы подписали контракт с шведским форвардом.
9 июня Захар Арзамасцев подтвердил информацию, что он продолжит карьеру в «Салавате».
3 июля уфимцы обменяли выбранного ими же на Ярмарке КХЛ-2015 под общим 34-м номером Ивана Воронова в московское «Динамо» на Романа Дерлюка.
19 июля Николай Прохоркин подписал однолетний контракт с клубом.
| Имя, фамилия       | Позиция              | Предыдущий клуб    |
| ------------------ | -------------------- | ------------------ |
| Филипп Метлюк      | Нападающий           | Автомобилист       |
| Сами Леписто       | Защитник             | Автомобилист       |
| Линус Умарк        | Нападающий           | Йокерит            |
| Энвер Лисин        | Нападающий           | Адмирал            |
| Артём Чернов       | Нападающий           | Автомобилист       |
| Рафаэль Хакимов    | Вратарь              | Металлург Нк       |
| Антон Лазарев      | Нападающий           | Автомобилист       |
| Леонид Вайсфельд   | Генеральный менеджер | Автомобилист       |
| Анатолий Емелин    | Главный тренер       | Автомобилист       |
| Никлас Сведберг    | Вратарь              | Бостон Брюинз, НХЛ |
| Александр Нестеров | Нападающий           | Автомобилист       |
| Игорь Григоренко   | Нападающий           | ЦСКА               |
| Сергей Соин        | Нападающий           | Динамо М           |
| Андреас Энгквист   | Нападающий           | ЦСКА               |
| Николай Прохоркин  | Нападающий           | ЦСКА               |
| Захар Арзамасцев   | Защитник             | Северсталь         |
| Роман Дерлюк       | Защитник             | Динамо Москва      |

### Продление контрактов
13 апреля был подписан двусторонний контракт на два года с Степаном Хрипуновым.
22 апреля был подписан новый двухлетний контракт с финским форвардом Теему Хартикайненом, а с Никитой Сетдиковым — двухлетний двусторонний контракт.
2 мая был подписан новый однолетний контракт с Денисом Хлыстовым.

### Гибель Сергея Михалёва
Рано утром 21 апреля заслуженный тренер России, член правления ХК «Салават Юлаев» Сергей Михалёв, возвращаясь из Челябинска с похорон Валерия Белоусова, погиб в автокатастрофе в возрасте 67 лет.

### Предложение для NHL 16
Хоккейный комментатор и президент федерации киберспорта Башкортостана Азамат Муратов предлагает разработчикам компьютерного спортивного симулятора NHL 16 включить в игру уфимские команды «Салават Юлаев», «Торос» и «Толпар». Соответствующее письмо разработчикам EA SPORTS подписано генеральным директором «Салавата Юлаева» Александром Семаком.
«Естественно, мы понимаем, что наши команды в игру с названием «NHL» под эгидой КХЛ войдут с очень большим трудом. Тут есть политические, брендовые и юридические проволочки. Но Александр Семак в своём письме попросил рассмотреть вопрос о том, чтобы в игру «NHL 2016» вошли «Салават Юлаев», «Торос» и «Толпар». Я думаю, это послужит нам большим подспорьем в развитии киберхоккея», — приводит слова Муратова пресс-служба «Салавата».

### Ярмарка юниоров КХЛ 2015
На проходившем в Москве 24 и 25 мая Драфте-2015 генеральный менеджер и его помощники клуба выбрали 7 игроков.
| Раунд | Номер | Игрок              | Позиция    |
| ----- | ----- | ------------------ | ---------- |
| 1     | 14    | Анатолий Елизаров  | Защитник   |
| 2     | 34    | Иван Воронов       | Защитник   |
| 3     | 60    | Алексей Епифанов   | Нападающий |
| 3     | 68    | Евгений Жаворонков | Защитник   |
| 4     | 93    | Михаил Денисов     | Вратарь    |
| 5     | 109   | Виктор Арвидсон    | Нападающий |
| 5     | 120   | Рокко Гримальди    | Нападающий |

### Тренерский штаб
| Игорь Захаркин     | Главный тренер  |
| Анатолий Емелин    | Старший тренер  |
| Андрей Зюзин       | Тренер          |
| Николай Борщевский | Тренер          |
| Кирилл Кореньков   | Тренер вратарей |

### Состав команды
|            |                |                                     |                   |
| Вратари    |                |                                     |                   |
| Номер      | Страна         | Имя                                 | Дата рождения     |
| 50         | Флаг России    | Владимир Сохатский                  | 28 декабря, 1989  |
| 1          | Флаг Швеции    | Никлас Сведберг                     | 4 сентября, 1989  |
| 35         | Флаг России    | Рафаэль Хакимов                     | 4 июня, 1991      |
| Защитники  |                |                                     |                   |
| Номер      | Страна         | Имя                                 | Дата рождения     |
| 4          | Флаг России    | Кирилл Кольцов                      | 1 февраля, 1983   |
| 9          | Флаг России    | Иван Вишневский                     | 18 февраля, 1988  |
| 17         | Флаг России    | Роман Дерлюк                        | 27 октября, 1986  |
| 19         | Флаг России    | Александр Логинов** (с 21 сентября) | 18 февраля, 1987  |
| 33         | Флаг России    | Денис Бодров                        | 8 августа, 1986   |
| 52         | Флаг России    | Иван Лекомцев* (до 3 сентября)      | 19 июля, 1985     |
| 57         | Флаг России    | Максим Гончаров* (с 3 сентября)     | 15 июня, 1989     |
| 18         | Флаг Финляндии | Сами Леписто                        | 17 октября, 1984  |
| 28         | Флаг России    | Филипп Метлюк                       | 13 декабря, 1981  |
| 92         | Флаг России    | Захар Арзамасцев                    | 6 ноября, 1992    |
| Нападающие |                |                                     |                   |
| Номер      | Страна         | Имя                                 | Дата рождения     |
| 23         | Флаг России    | Дмитрий Макаров                     | 6 декабря, 1983   |
| 29         | Флаг России    | Денис Хлыстов                       | 4 июля, 1979      |
| 51         | Флаг России    | Егор Дубровский** (до 21 сентября)  | 18 января, 1989   |
| 53         | Флаг России    | Денис Толпеко                       | 29 января, 1985   |
| 67         | Флаг Швеции    | Линус Умарк                         | 5 февраля, 1987   |
| 70         | Флаг Финляндии | Теему Хартикайнен                   | 3 мая, 1990       |
| 7          | Флаг России    | Энвер Лисин                         | 22 апреля, 1986   |
| 32         | Флаг России    | Александр Нестеров                  | 30 сентября, 1985 |
| 72         | Флаг России    | Артём Чернов                        | 28 апреля, 1982   |
| 90         | Флаг России    | Антон Лазарев                       | 29 мая, 1990      |
| 6          | Флаг России    | Сергей Соин                         | 31 марта, 1982    |
| 27         | Флаг России    | Игорь Григоренко                    | 9 апреля, 1983    |
| 11         | Флаг Швеции    | Андреас Энгквист                    | 9 апреля, 1987    |
| 74         | Флаг России    | Николай Прохоркин                   | 17 сентября, 1993 |
| 3          | Флаг России    | Кирилл Кабанов (с 26 октября)       | 16 июля, 1992     |

* 3 сентября произошёл обмен между уфимцами и хоккейным клубом «Авангард»: в Омск отправился Иван Лекомцев, а «юлаевцы» получили Максима Гончарова
** 21 сентября произошёл обмен между уфимцами и хоккейным клубом «Автомобилист»: в Екатеринбург отправился Егор Дубровский, «юлаевцы» получили Александра Логинова

## Предсезонная подготовка
"Салават Юлаев" утвердил план предсезонной подготовки.
6 июля  хоккеисты и тренерский штаб собрались в Уфе. Два дня команда проходила медицинский осмотр.

### Сбор в Словении
С 8 по 24 июля "Салават" проводит учебно-тренировочный сбор в словенском городе Марибор. За это время уфимцы сыграли два товарищеских матча со словацким клубом Слованом.
| 22 июля 2015 22:00 | Салават Юлаев | 2 : 3 (1:0, 0:3, 1:0) | Слован | «LEDNA», Марибор Зрителей: 150 |

| Отчёт | Отчёт | Отчёт                                          | Отчёт | Отчёт |  |
| --- | --- | ---------------------------------------------- | --- | --- |  |
| | |                                                | | |  |
| | Владимир Сохатский | Вратари                                        | Майкл Гарнетт | |  |
| | Голы: |                                                | | |  |
| 11:09 — Т. Хартикайнен (Л. Умарк) 55:50 — Э. Лисин (К. Кольцов, А. Кайгородов) | 1 — 0 1 — 1 1 — 2 1 — 3 2 — 3 | Л. Надь — 31:04 Еглич — 31:17 Скалицки — 36:00 | | |  |
| | |                                                | | |  |
| | |                                                | | |  |
| | |                                                | | |  |
| | |                                                | | |  |
| | |                                                | | |  |
| | |                                                | | |  |
| | Анатолий Емелин | Тренер                                         | Милош Ржига | |  |
| Вратари: Сохатский, Тарасов Защитники: Кольцов - Гареев, Леписто - Бодров, Метлюк-Арзамасцев, Дерлюк-Цулыгин, Исангулов Нападающие: Лисин - Кайгородов - Григоренко, Умарк - Макаров - Хартикайнен, Чернов - Соин - Лазарев, Нестеров - Хрипунов - Толпеко, Сетдиков | Вратари: Сохатский, Тарасов Защитники: Кольцов - Гареев, Леписто - Бодров, Метлюк-Арзамасцев, Дерлюк-Цулыгин, Исангулов Нападающие: Лисин - Кайгородов - Григоренко, Умарк - Макаров - Хартикайнен, Чернов - Соин - Лазарев, Нестеров - Хрипунов - Толпеко, Сетдиков | Состав                                         | Вратари:Гарнетт, Браст Защитники: Баркер - Шварни, Михалек - Лужа, Староста - Козак, Фроло - Розандич Нападающие: Надь - Мюрлей - Бартович, Еглич - Тичар - Штястны, Шпирко - Рехак - Лужняк, Скалицки - Скокак - Булик | Вратари:Гарнетт, Браст Защитники: Баркер - Шварни, Михалек - Лужа, Староста - Козак, Фроло - Розандич Нападающие: Надь - Мюрлей - Бартович, Еглич - Тичар - Штястны, Шпирко - Рехак - Лужняк, Скалицки - Скокак - Булик |  |

В серии послематчевых бросков победили уфимцы со счётом 1:0. Единственный буллит реализовал Теему Хартикайнен. 
| 24 июля 2015 15:00 | Салават Юлаев | 2 : 3 (0:1, 1:1, 1:1) | Слован | «LEDNA», Марибор |

| Отчёт | Отчёт | Отчёт                                                                         | Отчёт | Отчёт |  |
| --- | --- | ----------------------------------------------------------------------------- | --- | --- |  |
| | |                                                                               | | |  |
| | Никлас Сведберг Рафаэль Хакимов | Вратари                                                                       | Барри Браст | |  |
| | Голы: |                                                                               | | |  |
| 30:57 — Лазарев (Чернов, Соин) 42:00 — Бодров (Умарк, Хартикайнен) | 0 — 1 0 — 2 1 — 2 2 — 2 2 — 3 | Штястны (Тичар, Староста)— 10:00 Еглич — 28:49 Штястны (Тичар, Еглич) — 50:04 | | |  |
| | |                                                                               | | |  |
| | |                                                                               | | |  |
| | |                                                                               | | |  |
| | |                                                                               | | |  |
| | |                                                                               | | |  |
| | |                                                                               | | |  |
| | Анатолий Емелин | Тренер                                                                        | Милош Ржига | |  |
| Вратари:Сведберг, Хакимов Защитники:Бодров - Леписто, Метлюк - Арзамасцев, Дерлюк - Цулыгин, Гареев - Исангулов Нападающие:Умарк - Макаров - Хартикайнен, Чернов - Соин - Лазарев, Нестеров - Сетдиков - Толпеко, Дубровский - Хлыстов - Анкудинов, Прохоркин, Хрипунов | Вратари:Сведберг, Хакимов Защитники:Бодров - Леписто, Метлюк - Арзамасцев, Дерлюк - Цулыгин, Гареев - Исангулов Нападающие:Умарк - Макаров - Хартикайнен, Чернов - Соин - Лазарев, Нестеров - Сетдиков - Толпеко, Дубровский - Хлыстов - Анкудинов, Прохоркин, Хрипунов | Состав                                                                        | Вратари:Браст, Гарнетт Защитники:Староста - Козак, Лужа - Фроло, Бацик - Росандиц, Владимир Мигалик - Иван Шварни Нападающие:Еглиц - Тичар - Штястны, Булик - Веденски - Скокан, Шпирко - Мерлли - Луснак, Петраш - Регак - Скалицки | Вратари:Браст, Гарнетт Защитники:Староста - Козак, Лужа - Фроло, Бацик - Росандиц, Владимир Мигалик - Иван Шварни Нападающие:Еглиц - Тичар - Штястны, Булик - Веденски - Скокан, Шпирко - Мерлли - Луснак, Петраш - Регак - Скалицки |  |

В серии послематчевых штрафных бросков лучше оказались словаки: они победили со счётом 1:0, единственную попытку реализовал Марек Веденски.

### Кубок губернатора Нижегородской области
После возвращения из Словении хоккеисты получили два дня отдыха, а затем с 27 по 31 июля провели тренировки в Уфе, на домашней арене. Затем "Салават Юлаев" отправился на первый предсезонный турнир в Нижний Новгород.
| 1 августа 2015 21:00 | Торпедо | 2 : 4 (1:1, 1:2, 0:1) | Салават Юлаев | КРК Нагорный, Нижний Новгород Зрителей: 5500 |

| Отчёт | Отчёт | Отчёт | Отчёт | Отчёт |  |
| --- | --- | --- | --- | --- |  |
| | | | | |  |
| | Илья Проскуряков | Вратари | Никлас Сведберг | Судьи: Р. Гофман П. Комаров Линейные судьи: А. Судома Е. Стрельцов |  |
| | Голы: | | | Судьи: Р. Гофман П. Комаров Линейные судьи: А. Судома Е. Стрельцов |  |
| 04:18 — В. Галузин 31:37 — А. Фролов (Л. Виделль) | 1 — 0 1 — 1 1 — 2 — 2 2 — 3 2 — 4 | К. Цулыгин — 04:59 Т. Хартикайнен (Д. Макаров) — 25:35 А. Лазарев (А. Чернов) — 34:09 Д. Макаров (Т. Хартикайнен, Л. Умарк) — 52:54 | | Судьи: Р. Гофман П. Комаров Линейные судьи: А. Судома Е. Стрельцов |  |
| | | | | Судьи: Р. Гофман П. Комаров Линейные судьи: А. Судома Е. Стрельцов |  |
| | | | | Судьи: Р. Гофман П. Комаров Линейные судьи: А. Судома Е. Стрельцов |  |
| | | | | Судьи: Р. Гофман П. Комаров Линейные судьи: А. Судома Е. Стрельцов |  |
| 43 мин | Штраф | 20 мин | | Судьи: Р. Гофман П. Комаров Линейные судьи: А. Судома Е. Стрельцов |  |
| | | | | |  |
| | 26 | Броски | 28 | |  |
| | | | | |  |
| | Петерис Скудра | Тренер | Анатолий Емелин | |  |
| Вратари: Проскуряков, Аляпкин Защитники: Пепеляев - Будкин, Хомицкий - Осипов, Макаров - Церенок, Аляев - Рыбницкий Нападающие: С.Костицын - Галузин - А.Костицын, Фролов - Сёмин - Мозер, Клингберг - Виделль - Эштон, Кулёмин - Потапов - Двуреченский | Вратари: Проскуряков, Аляпкин Защитники: Пепеляев - Будкин, Хомицкий - Осипов, Макаров - Церенок, Аляев - Рыбницкий Нападающие: С.Костицын - Галузин - А.Костицын, Фролов - Сёмин - Мозер, Клингберг - Виделль - Эштон, Кулёмин - Потапов - Двуреченский | Состав | Вратари: Сведберг, Сохатский Защитники: Кольцов - Метлюк, Бодров - Леписто, Арзамасцев - Вишневский, Дерлюк - Цулыгин Нападающие: Григоренко - Кайгородов - Лисин, Хартикайнен - Макаров - Умарк, Чернов - Соин - Лазарев, Хлыстов - Прохоркин - Сетдиков | Вратари: Сведберг, Сохатский Защитники: Кольцов - Метлюк, Бодров - Леписто, Арзамасцев - Вишневский, Дерлюк - Цулыгин Нападающие: Григоренко - Кайгородов - Лисин, Хартикайнен - Макаров - Умарк, Чернов - Соин - Лазарев, Хлыстов - Прохоркин - Сетдиков |  |

В серии послематчевых бросков победили юлаевцы благодаря точному броску Антона Лазарева. 
| 3 августа 2015 21:00 | Нефтехимик | 0 : 3 (0:2, 0:0, 0:1) | Салават Юлаев | КРК Нагорный, Нижний Новгород |

| Отчёт | Отчёт | Отчёт | Отчёт | Отчёт |  |
| --- | --- | --- | --- | --- |  |
| | | | | |  |
| | Александр Судницин | Вратари | Никлас Сведберг | Судьи: М. Бутурлин П. Комаров Линейные судьи: К. Соколов Е. Стрельцов |  |
| | Голы: | | | Судьи: М. Бутурлин П. Комаров Линейные судьи: К. Соколов Е. Стрельцов |  |
| | 0 — 1 0 — 2 0 — 3 | И. Вишневский (А. Чернов) — 00:34 Л. Умарк (Э. Лисин, А. Кайгородов) — 08:52 С. Соин (Л. Умарк, Д. Бодров) — 59:58 | | Судьи: М. Бутурлин П. Комаров Линейные судьи: К. Соколов Е. Стрельцов |  |
| | | | | Судьи: М. Бутурлин П. Комаров Линейные судьи: К. Соколов Е. Стрельцов |  |
| | | | | Судьи: М. Бутурлин П. Комаров Линейные судьи: К. Соколов Е. Стрельцов |  |
| | | | | Судьи: М. Бутурлин П. Комаров Линейные судьи: К. Соколов Е. Стрельцов |  |
| 22 мин | Штраф | 8 мин | | Судьи: М. Бутурлин П. Комаров Линейные судьи: К. Соколов Е. Стрельцов |  |
| | | | | |  |
| | 26 | Броски | 24 | |  |
| | | | | |  |
| | Владимир Крикунов | Тренер | Анатолий Емелин | |  |
| Вратари:Судницин, И. Федотов Защитники:Березин - Рясенский, Евсеенков - А. Федотов, Лямин - Пуяц, Катичев - Огурцов Нападающие:Секстон - Полыгалов - Миловзоров, Рыбин - Стась - Жуков, Тим Кеннеди - Таффе - Григоренко, Здунов - Китаров - Лапенков | Вратари:Судницин, И. Федотов Защитники:Березин - Рясенский, Евсеенков - А. Федотов, Лямин - Пуяц, Катичев - Огурцов Нападающие:Секстон - Полыгалов - Миловзоров, Рыбин - Стась - Жуков, Тим Кеннеди - Таффе - Григоренко, Здунов - Китаров - Лапенков | Состав | Вратари:Сохатский, Хакимов Защитники:Кольцов - Бодров, Арзамасцев - Вишневский, Дерлюк - Цулыгин, Метлюк - Гареев Нападающие:Умарк - Кайгородов - Лисин, Чернов - Соин - Лазарев, Сетдиков - Прохоркин - Дубровский, Кузьмин - Хлыстов - Анкудинов | Вратари:Сохатский, Хакимов Защитники:Кольцов - Бодров, Арзамасцев - Вишневский, Дерлюк - Цулыгин, Метлюк - Гареев Нападающие:Умарк - Кайгородов - Лисин, Чернов - Соин - Лазарев, Сетдиков - Прохоркин - Дубровский, Кузьмин - Хлыстов - Анкудинов |  |

В серии штрафных бросков точнее оказались игроки "Нефтехимика" - 4:3. В составе уфимцев свои попытки реализовали: Алексей Кайгородов, Денис Хлыстов и Николай Прохоркин.
| 4 августа 2015 17:00 | Салават Юлаев | 4 : 5 (2:0, 2:2, 0:3) | Ак Барс | КРК Нагорный, Нижний Новгород |

| Отчёт | Отчёт | Отчёт | Отчёт | Отчёт |  |
| --- | --- | --- | --- | --- |  |
| | | | | |  |
| | Никлас Сведберг | Вратари | Эмиль Гарипов Юсси Рюнняс | Судьи: Р. Гофман П. Комаров Линейные судьи: А. Судома Р. Карев |  |
| | Голы: | | | Судьи: Р. Гофман П. Комаров Линейные судьи: А. Судома Р. Карев |  |
| 02:03 — Д. Хлыстов (С. Соин, А. Чернов) 08:10 — И. Вишневский (Д. Хлыстов, С. Соин) 28:54 — Д. Бодров(Л. Умарк) 35:58 — С. Соин (А. Чернов, Д. Хлыстов) | 1 — 0 2 — 0 2 — 1 2 — 2 3 — 2 4 — 2 4 — 3 4 — 4 4 — 5 | В. Токранов (бол.) — 22:32 Ф. Малыхин (Д. Голубев, М. Варнаков, бол.) — 27:16 О. Мёллер (А. Свитов, И. Мирнов, бол.) — 44:50 А. Яруллин, Я. Рылов, бол.) — 46:22 К. Корнеев (И. Мирнов) — 51:04 | | Судьи: Р. Гофман П. Комаров Линейные судьи: А. Судома Р. Карев |  |
| | | | | Судьи: Р. Гофман П. Комаров Линейные судьи: А. Судома Р. Карев |  |
| | | | | Судьи: Р. Гофман П. Комаров Линейные судьи: А. Судома Р. Карев |  |
| | | | | Судьи: Р. Гофман П. Комаров Линейные судьи: А. Судома Р. Карев |  |
| 24 мин | Штраф | 12 мин | | Судьи: Р. Гофман П. Комаров Линейные судьи: А. Судома Р. Карев |  |
| | | | | |  |
| | 18 | Броски | 50 | |  |
| | | | | |  |
| | Анатолий Емелин | Тренер | Зинэтула Билялетдинов | |  |
| Вратари:Сведберг, Сохатский Защитники: Бодров - Леписто, Кольцов - Лекомцев, Арзамасцев - Вишневский, Дерлюк - Цулыгин Нападающие:Хартикайнен - Макаров - Умарк, Дубровский - Кайгородов - Лисин, Чернов - Соин - Хлыстов, Сетдиков - Прохоркин - Анкудинов | Вратари:Сведберг, Сохатский Защитники: Бодров - Леписто, Кольцов - Лекомцев, Арзамасцев - Вишневский, Дерлюк - Цулыгин Нападающие:Хартикайнен - Макаров - Умарк, Дубровский - Кайгородов - Лисин, Чернов - Соин - Хлыстов, Сетдиков - Прохоркин - Анкудинов | Состав | Вратари: Гарипов, Рюнняс Защитники:Захарчук - Мусин, Яруллин - Рылов, Денисов - Токранов, Корнеев - Пайгин Нападающие:Лукоянов - Свитов - Мирнов, Мёллер - Шёгрен - Азеведо, Глухов - Малыхин - Варнаков, Голубев - Михеев - Архипов | Вратари: Гарипов, Рюнняс Защитники:Захарчук - Мусин, Яруллин - Рылов, Денисов - Токранов, Корнеев - Пайгин Нападающие:Лукоянов - Свитов - Мирнов, Мёллер - Шёгрен - Азеведо, Глухов - Малыхин - Варнаков, Голубев - Михеев - Архипов |  |

Послематчевые штрафные броски: 2:3. В составе "Салавата Юлаева" свои попытки реализовали Теему Хартикайнен, Денис Хлыстов.
| 5 августа 2015 21:00 | Салават Юлаев | 4 : 0 (1:0, 0:0, 3:0) | Лада | КРК Нагорный, Нижний Новгород |

| Отчёт | Отчёт | Отчёт   | Отчёт | Отчёт |  |
| --- | --- | ------- | --- | --- |  |
| | |         | | |  |
| | Рафаэль Хакимов | Вратари | Иван Касутин | Судьи: П. Комаров М. Бутурлин Линейные судьи: Е. Стрельцов К. Соколов |  |
| | Голы: |         | | Судьи: П. Комаров М. Бутурлин Линейные судьи: Е. Стрельцов К. Соколов |  |
| 15:47 — Д. Макаров (Д. Бодров, бол.) 41:51 — Д. Макаров (Н. Прохоркин, Л. Умарк, бол.) 58:50 — Э. Лисин 59:30 — С. Деписто (Н. Прохоркин) | 1 — 0 2 — 0 3 — 0 4 — 0 |         | | Судьи: П. Комаров М. Бутурлин Линейные судьи: Е. Стрельцов К. Соколов |  |
| | |         | | Судьи: П. Комаров М. Бутурлин Линейные судьи: Е. Стрельцов К. Соколов |  |
| | |         | | Судьи: П. Комаров М. Бутурлин Линейные судьи: Е. Стрельцов К. Соколов |  |
| | |         | | Судьи: П. Комаров М. Бутурлин Линейные судьи: Е. Стрельцов К. Соколов |  |
| 30 мин | Штраф | 35 мин  | | Судьи: П. Комаров М. Бутурлин Линейные судьи: Е. Стрельцов К. Соколов |  |
| | |         | | |  |
| | 34 | Броски  | 31 | |  |
| | |         | | |  |
| | Анатолий Емелин | Тренер  | Сергей Светлов | |  |
| Вратари:Хакимов, Сохатский Защитники:Кольцов - Метлюк, Бодров - Леписто, Арзамасцев - Вишневский, Лекомцев - Гареев, Цулыгин Нападающие:Хлыстов - Кайгородов - Лисин, Макаров - Умарк - Сетдиков, Чернов - Соин - Лазарев, Анкудинов - Прохоркин - Дубровский | Вратари:Хакимов, Сохатский Защитники:Кольцов - Метлюк, Бодров - Леписто, Арзамасцев - Вишневский, Лекомцев - Гареев, Цулыгин Нападающие:Хлыстов - Кайгородов - Лисин, Макаров - Умарк - Сетдиков, Чернов - Соин - Лазарев, Анкудинов - Прохоркин - Дубровский | Состав  | Вратари:Касутин, Масальскис Защитники:Маленьких - Флад, Воробьёв - Белов, Романов - Большаков, Волгин - Путилов Нападающие:Валуйский - Магогин - Затёвич, Белоусов - Никитенко - Шенфельд, Степанов - А. Стрельцов - В. Стрельцов, Мокшанцев - Мастрюков - Бумагин | Вратари:Касутин, Масальскис Защитники:Маленьких - Флад, Воробьёв - Белов, Романов - Большаков, Волгин - Путилов Нападающие:Валуйский - Магогин - Затёвич, Белоусов - Никитенко - Шенфельд, Степанов - А. Стрельцов - В. Стрельцов, Мокшанцев - Мастрюков - Бумагин |  |

В серии после матчевых бросков победила «Лада» - 1:0. 
| 7 августа 2015 17:00 | Локомотив | 2 : 3 (1:1, 1:0, 0:2) | Салават Юлаев | КРК Нагорный, Нижний Новгород |

| Отчёт | Отчёт | Отчёт                                                                                             | Отчёт | Отчёт |  |
| --- | --- | ------------------------------------------------------------------------------------------------- | --- | --- |  |
| | |                                                                                                   | | |  |
| | Виталий Колесник | Вратари                                                                                           | Владимир Сохатский | Судьи: П. Комаров М. Бутурлин Линейные судьи: Р. Карев К. Соколов |  |
| | Голы: |                                                                                                   | | Судьи: П. Комаров М. Бутурлин Линейные судьи: Р. Карев К. Соколов |  |
| 00:18 — С. Крунвалль (Е. Аверин) 25:46 — К. Капустин (В. Картаев) | 1 — 0 1 — 1 2 — 1 2 — 2 2 — 3 | Л. Умарк (С. Леписто) — 18:59 И. Лекомцев (А. Лазарев, бол.) — 50:36 А. Лазарев (С. Соин) — 52:26 | | Судьи: П. Комаров М. Бутурлин Линейные судьи: Р. Карев К. Соколов |  |
| | |                                                                                                   | | Судьи: П. Комаров М. Бутурлин Линейные судьи: Р. Карев К. Соколов |  |
| | |                                                                                                   | | Судьи: П. Комаров М. Бутурлин Линейные судьи: Р. Карев К. Соколов |  |
| | |                                                                                                   | | Судьи: П. Комаров М. Бутурлин Линейные судьи: Р. Карев К. Соколов |  |
| 12 мин | Штраф | 12 мин                                                                                            | | Судьи: П. Комаров М. Бутурлин Линейные судьи: Р. Карев К. Соколов |  |
| | |                                                                                                   | | |  |
| | 26 | Броски                                                                                            | 19 | |  |
| | |                                                                                                   | | |  |
| | Алексей Кудашов | Тренер                                                                                            | Анатолий Емелин | |  |
| Вратари:Колесник, Мурыгин Защитники:Горохов - Гавриков, Крунвалль - Херсли, Коледов - Григорьев, Любушкин - Рафиков Нападающие:Мальцев - Новотны - Галимов, Энлунд - Контиола - Аверин, Плэтт - Апальков - Мосалёв, Коньков - Картаев - Капустин | Вратари:Колесник, Мурыгин Защитники:Горохов - Гавриков, Крунвалль - Херсли, Коледов - Григорьев, Любушкин - Рафиков Нападающие:Мальцев - Новотны - Галимов, Энлунд - Контиола - Аверин, Плэтт - Апальков - Мосалёв, Коньков - Картаев - Капустин | Состав                                                                                            | Вратари:Сохатский, Хакимов Защитники:Лекомцев - Метлюк, Бодров - Леписто, Арзамасцев - Вишневский, Цулыгин - Дерлюк Нападающие:Хлыстов - Кайгородов - Лисин, Хартикайнен - Макаров - Умарк, Чернов - Соин - Лазарев, Анкудинов - Прохоркин - Дубровский | Вратари:Сохатский, Хакимов Защитники:Лекомцев - Метлюк, Бодров - Леписто, Арзамасцев - Вишневский, Цулыгин - Дерлюк Нападающие:Хлыстов - Кайгородов - Лисин, Хартикайнен - Макаров - Умарк, Чернов - Соин - Лазарев, Анкудинов - Прохоркин - Дубровский |  |

В серии после матчевых штрафных бросков точнее оказались подопечные Анатолия Емелина. Свои попытки реализовали Теему Хартикайнен, Дмитрий Макаров и Денис Хлыстов. Одержав в этом матче победу, уфимцы стали обладателями Кубка губернатора Нижегородской области. 
С 9 по 14 августа пройдёт очередной сбор в Уфе, в ходе которого, 12-го числа запланирован контрольный матч с нефтекамским «Торосом».
| 12 августа 2015 19:00 | Салават Юлаев | 3 : 4 (1:1, 1:1, 1:2) | Торос | Уфа-Арена, Уфа Зрителей: 6250 |

| Отчёт | Отчёт | Отчёт | Отчёт | Отчёт |  |
| --- | --- | --- | --- | --- |  |
| | | | | |  |
| | Рафаэль Хакимов | Вратари | Владимир Сохатский | Судьи: И. Кадыров А. Степучёв Линейные судьи: Д. Захаров Д. Моисеев |  |
| | Голы: | | | Судьи: И. Кадыров А. Степучёв Линейные судьи: Д. Захаров Д. Моисеев |  |
| 05:55 — Д. Бодров (С. Леписто, Д. Макаров) 32:37 — А. Лазарев (З. Арзамасцев, И. Вишневский, бол.) 56:08 — Д. Бодров (С. Леписто, Л. Умарк, бол.) | 0 — 1 — 1 1 — 2 — 2 2 — 3 2 — 4 3 — 4 | Д. Черных (В. Мордвинов, П. Доронин, бол.) — 05:41 А. Анкудинов (К. Связов) — 25:49 А. Энгквист (А. Нестеров, Е. Дубровский, бол.) — 41:11 Е. Шастин (А. Анкудинов, бол.) — 49:03 | | Судьи: И. Кадыров А. Степучёв Линейные судьи: Д. Захаров Д. Моисеев |  |
| | | | | Судьи: И. Кадыров А. Степучёв Линейные судьи: Д. Захаров Д. Моисеев |  |
| | | | | Судьи: И. Кадыров А. Степучёв Линейные судьи: Д. Захаров Д. Моисеев |  |
| | | | | Судьи: И. Кадыров А. Степучёв Линейные судьи: Д. Захаров Д. Моисеев |  |
| | | | | Судьи: И. Кадыров А. Степучёв Линейные судьи: Д. Захаров Д. Моисеев |  |
| | | | | |  |
| | | | | |  |
| | Анатолий Емелин | Тренер | Константин Полозов | |  |
| Вратари: Хакимов, Сведберг Защитники: Кольцов - Лекомцев, Бодров - Леписто, Арзамасцев - Вишневский, Метлюк - Цулыгин Нападающие: Григоренко - Кайгородов - Лисин, Хартикайнен - Макаров - Умарк, Чернов - Соин - Лазарев, Хлыстов - Прохоркин - Сетдиков | Вратари: Хакимов, Сведберг Защитники: Кольцов - Лекомцев, Бодров - Леписто, Арзамасцев - Вишневский, Метлюк - Цулыгин Нападающие: Григоренко - Кайгородов - Лисин, Хартикайнен - Макаров - Умарк, Чернов - Соин - Лазарев, Хлыстов - Прохоркин - Сетдиков | Состав | Вратари: Сохатский, Хомченко Защитники: Доронин - Бочков, Артамонов - Карабейников, Связов - Исангулов, Гареев - Дерлюк Нападающие: Мордвинов - Черных -Шастин, Кислый - Гордеев - Полозов, Разумняк - Курепанов - Анкудинов, Дубровский - Энгквист - Нестеров | Вратари: Сохатский, Хомченко Защитники: Доронин - Бочков, Артамонов - Карабейников, Связов - Исангулов, Гареев - Дерлюк Нападающие: Мордвинов - Черных -Шастин, Кислый - Гордеев - Полозов, Разумняк - Курепанов - Анкудинов, Дубровский - Энгквист - Нестеров |  |

### Кубок «Лады»
С 15 по 18 августа «Салават» сыграл на втором для себя предсезонном турнире - тольяттинском Кубке «Лады».
| 15 августа 2015 14:00 | Салават Юлаев | 4 : 2 (0:1, 2:0, 2:1) | Адмирал | Лада-Арена, Тольятти |

| 16 августа 2015 18:00 | Лада | 3 : 1 (1:1, 1:0, 1:0) | Салават Юлаев | Лада-Арена, Тольятти |

| 18 августа 2015 13:30 | Нефтехимик | 2 : 3 Б (0:0, 1:1, 1:1, 0:0, 0:1) | Салават Юлаев | Лада-Арена, Тольятти |

С 19 по 23 августа "юлаевцы" будут продолжать тренироваться в Уфе. А уже 24-го августа стартует чемпионат КХЛ.

### Август
| 25 августа 2015 18:30 | Авангард | 4 : 2 (0:1, 3:0, 1:1) | Салават Юлаев | Арена Омск, Омск Зрителей: 10 318 |

| 27 августа 2015 18:30 | Барыс | 5 : 2 (1:1, 2:1, 2:1) | Салават Юлаев | ДС Казахстан, Астана Зрителей: 4 070 |

| 30 августа 2015 18:30 | Салават Юлаев | 4 : 2 (3:0, 1:3, 0:0) | Югра | Уфа-Арена, Уфа Зрителей: 6097 |

### Сентябрь
| 1 сентября 2015 19:00 | Салават Юлаев | 4 : 5 (1:2, 1:1, 2:2) | Автомобилист | Уфа-Арена, Уфа Зрителей: 5132 |

| 3 сентября 2015 | Салават Юлаев | 2 : 3 (0:2, 2:0, 0:1) | Авангард | Уфа-Арена, Уфа Зрителей: 6116 |

После этого матча произошёл обмен между уфимцами и омичами: в Омск отправляется Иван Лекомцев, а стан юлаевцев пополнил Максим Гончаров. 
| 9 сентября 2015 21:30 | ЦСКА | 5 : 2 (1:0, 1:2, 3:0) | Салават Юлаев | ЛСК ЦСКА, Москва Зрителей: 4413 |

| 11 сентября 2015 21:30 | Северсталь | 1 : 2 (1:1, 0:1, 0:0) | Салават Юлаев | Ледовый дворец, Череповец Зрителей: 3366 |

| 13 сентября 2015 19:00 | Ак Барс | 3 : 4 Б (0:2, 2:0, 1:1, 0:0, 0:1) | Салават Юлаев | Татнефть Арена, Казань Зрителей: 8030 |

| 16 сентября 2015 19:00 | Салават Юлаев | 2 : 1 Б (0:0, 0:0, 1:1, 0:0, 1:0) | Барыс | Уфа-Арена, Уфа Зрителей: 5832 |

| 18 сентября 2015 | Салават Юлаев | 4 : 1 (1:0, 2:0, 1:1) | Металлург Нк | Уфа-Арена, Уфа Зрителей: 5226 |

| 20 сентября 2015 16:30 | Салават Юлаев | 2 : 1 (0:1, 2:0, 0:0) | Сибирь | Уфа-Арена, Уфа Зрителей: 6132 |

| 22 сентября 2015 19:00 | Салават Юлаев | 1 : 4 (1:1, 0:1, 0:2) | Амур | Уфа-Арена, Уфа Зрителей: 5399 |

После матча произошёл обмен между уфимцами и екатеринбуржцами: Александр Логинов вернулся в Уфу, а Егор Дубровский отправился в Екатеринбург. 
| 28 сентября 2015 21:30 | Динамо Мск | 6 : 3 (2:0, 1:0, 3:3) | Салават Юлаев | ВТБ Ледовый дворец, Москва Зрителей: 5724 |

| 30 сентября 2015 21:30 | Витязь | 3 : 0 (0:0, 2:0, 1:0) | Салават Юлаев | ЛД «Витязь», Подольск Зрителей: 2500 |

После этого матча руководством ХК «Салават Юлаев» было принято решение назначить исполняющим обязанности главного тренера команды - Захаркина Игоря Владимировича. Анатолий Емелин продолжит работу в тренерском штабе в качестве старшего тренера, Андрей Зюзин в качестве тренера. С Аркадием Андреевым, Дмитрием Курошиным и Василием Коноваловым контракты расторгнуты.

### Октябрь
| 2 октября 2015 22:30 | Слован | 3 : 4 ОТ (1:0, 0:3, 2:0, 0:1) | Салават Юлаев | Словнафт арена, Братислава Зрителей: 7820 |

| 4 октября 2015 20:30 | Медвешчак | 2 : 3 (1:0, 0:1, 1:2) | Салават Юлаев | Дом Спортова, Загреб Зрителей: 5700 |

| 7 октября 2015 19:00 | Салават Юлаев | 3 : 2 (3:0, 0:1, 0:1) | Слован | Уфа-Арена, Уфа Зрителей: 5503 |

| 9 октября 2015 19:00 | Салават Юлаев | 2 : 5 (0:3, 2:1, 0:1) | Медвешчак | Уфа-Арена, Уфа Зрителей: 5 834 |

| 12 октября 2015 21:00 | Йокерит | 1 : 5 (1:1, 0:3, 0:1) | Салават Юлаев | Хартвалл Арена, Хельсинки Зрителей: 10 303 |

| 14 октября 2015 21:30 | Динамо Р | 3 : 5 (2:1, 1:1, 0:3) | Салават Юлаев | Арена Рига, Рига Зрителей: 6 042 |

| 16 октября 2015 19:00 | Металлург Мг | 4 : 6 (0:2, 2:3, 2:1) | Салават Юлаев | Арена-Металлург, Магнитогорск Зрителей: 7700 |

| 20 октября 2015 19:00 | Салават Юлаев | 2 : 1 (1:1, 1:0, 0:0) | Ак Барс | Уфа-Арена, Уфа Зрителей: 8 040 |

| 22 октября 2015 19:00 | Салават Юлаев | 3 : 1 (0:0, 1:0, 2:1) | Динамо Р | Уфа-Арена, Уфа Зрителей: 6 226 |

24 октября Кирилл Кабанов подписал контракт с клубом до конца сезона. 
| 24 октября 2015 16:30 | Салават Юлаев | 4 : 0 (2:0, 0:0, 2:0) | Йокерит | Уфа-Арена, Уфа Зрителей: 7 432 |

| 26 октября 2015 19:00 | Салават Юлаев | 5 : 6 (2:3, 2:2, 1:1) | Адмирал | Уфа-Арена, Уфа Зрителей: 6 271 |

| 28 октября 2015 21:00 | Торпедо | 2 : 3 (ОТ) (1:0, 0:0, 1:2, 0:1) | Салават Юлаев | КРК «Нагорный», Нижний Новгород Зрителей: 5 400 |

| 30 октября 2015 21:30 | Динамо Мн | 1 : 5 (0:2, 1:1, 0:2) | Салават Юлаев | Минск-Арена, Минск Зрителей: 14 128 |

### Ноябрь
3 ноября клуб обменял Андрея Анкудинова в «Югру» на Руслана Петрищева.
10 ноября клуб подписал контракт с Максимым Майоровым
| 10 ноября 2015 21:00 | Ак Барс | 3 : 2 (1:1, 0:1, 2:0) | Салават Юлаев | Татнефть-Арена, Казань Зрителей: 7 456 |

| 12 ноября 2015 20:00 | Лада | 3 : 0 (2:0, 0:0, 1:0) | Салават Юлаев | Лада-Арена, Тольятти Зрителей: 3 445 |

| 17 ноября 2015 19:00 | Салават Юлаев | 2 : 4 (0:0, 0:3, 2:1) | Локомотив | Уфа-Арена, Уфа Зрителей: 6 347 |

| 19 ноября 2015 19:00 | Салават Юлаев | 5 : 1 (1:1, 2:0, 2:0) | Лада | Уфа-Арена, Уфа Зрителей: 6 258 |

| 21 ноября 2015 16:30 | Салават Юлаев | 4 : 2 (2:0, 1:2, 1:0) | Ак Барс | Уфа-Арена, Уфа Зрителей: 7 923 |

| 25 ноября 2015 17:00 | Металлург Нк | 2 : 4 (1:1, 0:3, 1:0) | Салават Юлаев | ДС Кузнецких металлургов, Новокузнецк Зрителей: 3 894 |

| 27 ноября 2015 18:30 | Барыс | 18:30 |  |  |

| команда2     = Салават Юлаев
| счёт         = 1 : 4
| периоды      = (0:2, 0:0, 1:2)
| стадион      = Барыс-Арена,  Астана
| зрителей = 6 200
}}
| 29 ноября 2015 16:00 | Трактор | 1 : 3 (0:0, 1:1, 0:2) | Салават Юлаев | Арена Трактор, Челябинск Зрителей: 6 500 |

### Декабрь
| 2 декабря 2015 19:00 | Салават Юлаев | 6 : 2 (2:0, 3:1, 1:1) | Металлург Мг | Уфа-Арена, Уфа Зрителей: 7 615 |

| 5 декабря 2015 19:00 | Сочи | 7 : 5 (5:1, 2:3, 0:1) | Салават Юлаев | Большой, Сочи Зрителей: 4 397 |

| 7 декабря 2015 21:00 | Локомотив | 1 : 3 (0:0, 0:1, 1:2) | Салават Юлаев | Арена-2000, Ярославль Зрителей: 8 407 |

| 9 декабря 2015 21:30 | СКА | 5 : 3 (2:1, 0:2, 3:0) | Салават Юлаев | Ледовый дворец, Санкт-Петербург Зрителей: 11 870 |

| 9 декабря 2015 21:30 | Спартак |  | Салават Юлаев | ДС «Сокольники», Москва |

### Август
- В первом матче сезона Николай Прохоркин провёл свой 150-й матч в регулярных чемпионатах КХЛ.
- Во втором матче сезона Кирилл Кольцов набрал свой 250-е очко в КХЛ.

### Сентябрь
- 1 сентября в матче против хоккейного клуба «Автомобилист» игровое время Владимира Сахатского перевалило за три тысячу минут.
- В матче против череповецкой «Северстали» «юлаевцы» поочерёдно забросили свои 1500-е и 1501-е голы в КХЛ, Линус Умарк набрал своё 100-е очко в КХЛ.
- 28 сентября 50-й гол в чемпионатах России и КХЛ за «Салават Юлаев» забил Дмитрий Макаров.

### Октябрь
- 4 октября Игорь Григоренко провёл свой 700-й матч в чемпионатах России и КХЛ[42].
- 14 октября Линус Умарк набрал своё 100-е очко в регулярных чемпионатах КХЛ[43].
- 20 октября Андреас Энгквист набрал 100-е очко в КХЛ.
- 24 октября Теему Хартикайнен провёл свой 150-й матч в чемпионатах КХЛ.

### Ноябрь
- 12 ноября Антон Лазарев сыграл свой 300-й матч в чемпионатах КХЛ.
- 21 ноября Тему Хартикайнен набрал 100-е очко как за клуб, так и за всю карьеру в КХЛ.
- 21 ноября Игорь Григоренко отдал 100-ю передачу как игрок «Салавата Юлаева».
- 25 ноября Андреас Энгквист забросил свою 50-ю шайбу в КХЛ.
- 25 ноября Дмитрий Макаров набрал своё 350-е очко в чемпионатах России и КХЛ и 150-е за время выступления в уфимском клубе.
- 27 ноября Артём Чернов сыграл 500-й матч в чемпионатах России и КХЛ.
- 29 ноября Андреас Энгквист забросил свою 50-ю шайбу в регулярках КХЛ.
- 29 ноября Денис Хлыстов сыграл свой 400-й матч в регулярных чемпионатах КХЛ.

### Декабрь
- 5 декабря Линус Умарк забросил свою 50-ю шайбу в регулярных чемпионатах КХЛ.
- 5 декабря Игорь Григоренко отдал 100-ю передачу в составе уфимского клуба.
- 7 декабря Сами Леписто сыграл свой 200-й матч в чемпионатах КХЛ.
- 9 декабря Игорь Григоренко забросил свою 150-ю шайбу в чемпионатах КХЛ.